# Delphine Claudel
Delphine Claudel (Remiremont, 23 marzo 1996) è una fondista francese.

## Biografia
Attiva in gare FIS dal novembre del 2012, la Claudel ha esordito in Coppa del Mondo il 17 dicembre 2016 a La Clusaz (51ª), ai Giochi olimpici invernali a Pyeongchang 2018, piazzandosi 57ª nella 10 km e 12ª nella staffetta, e ai Campionati mondiali a Seefeld in Tirol 2019, dove è stata 35ª nella sprint, 31ª nello skiathlon e 8ª nella staffetta. Ai Mondiali di Oberstdorf 2021 si è classificata 22ª nella 10 km, 17ª nella 30 km e 7ª nello skiathlon; l'anno dopo ai XXIV Giochi olimpici invernali di Pechino 2022 si è piazzata 7ª nella 30 km, 9ª nello skiathlon e 12ª nella staffetta. Il 27 gennaio 2023 ha conquistato il primo podio in Coppa del Mondo, nella 10 km disputata a Les Rousses (2ª) e ai successivi Mondiali di Planica 2023 è stata 23ª nella 10 km, 10ª nello skiathlon e 6ª nella staffetta.

## Palmarès

### Coppa del Mondo
- Miglior piazzamento in classifica generale: 16ª nel 2024
- 2 podi (individuali)
  - 2 secondi posti

#### Coppa del Mondo - competizioni intermedie
- 4 podi di tappa:
  - 1 vittoria
  - 3 terzi posti

##### Coppa del Mondo - vittorie di tappa
| Data           | Località      | Nazione | Competizione | Specialità  |
| -------------- | ------------- | ------- | ------------ | ----------- |
| 8 gennaio 2023 | Val di Fiemme | Italia  | Tour de Ski  | 10 km TL MS |

Legenda:

TL = Tecnica libera

MS = partenza in linea